# استوديو فلاد
استوديو فلاد (باليابانية: 株式会社スタジオフラッド، بالروماجي: Kabushiki-gaisha Sutajio Furaddo) هو استوديو رسوم متحركة ياباني، تأسس في 3 يوليو عام 2013، ويقع مقره في طوكيو.

## أعمال الاستوديو

### مسلسلات أنمي تلفزيونية
| العنوان                            | المخرج                        | تاريخ بداية العرض | تاريخ نهاية العرض | عدد الحلقات | المراجع |
| ---------------------------------- | ----------------------------- | ----------------- | ----------------- | ----------- | ------- |
| Dame×Prince                        | ماكوتو هوشينو                 | 10 يناير 2018     | 28 مارس 2018      | 12          | [ 2 ]   |
| طردت من فريق الأبطال               | ماكوتو هوشينو                 | 6 أكتوبر 2021     | 29 ديسمبر 2021    | 13          | [ 3 ]   |
| The Little Lies We All Tell        | ماكوتو هوشينو                 | 16 أكتوبر 2022    | 25 ديسمبر 2022    | 11          | [ 4 ]   |
| Banished from the Hero's Party 2nd | ماكوتو هوشينو ساتوشي تاكافوجي | يناير 2024        |                   |             | [ 5 ]   |

## وصلات خارجية
- الموقع الرسمي باللغة اليابانية
- استوديو فلاد على موقع IMDb (الإنجليزية)